# NGC 1211
NGC 1211 (również PGC 11670 lub UGC 2545) – galaktyka spiralna z poprzeczką (SB0-a), znajdująca się w gwiazdozbiorze Wieloryba. Odkrył ją Truman Safford 31 października 1867 roku. Niezależnie odkrył ją Édouard Jean-Marie Stephan 27 listopada 1880 roku.